# La Castañeda
La Castañeda fue el centro psiquiátrico más grande de México hasta la segunda mitad del siglo XX. Fue construido en los terrenos de una hacienda pulquera que llevaba el mismo nombre en el antiguo pueblo de Mixcoac, al sur de la Ciudad de México, donde hoy se encuentran la Unidad Lomas de Plateros, y la Unidad Torres de Mixcoac. La inauguración fue realizada por Porfirio Díaz en 1910 y su demolición se efectuó en 1968. Durante todo su período de funcionamiento el manicomio dio atención a más de 60 mil pacientes. El manicomio actualmente es más bien recordado por las condiciones de abuso e insalubridad que imperaron en sus instalaciones. El Manicomio General de La Castañeda fue instituido con la doble función de hospital y asilo para la atención psiquiátrica de enfermos mentales de ambos sexos, de  cualquier edad, nacionalidad y religión. Un objetivo secundario fue proporcionar enseñanza médica mediante la participación de las clínicas de psiquiatría en sus pabellones.

## Fundación
La hacienda La Castañeda, ubicada en Mixcoac,  pertenecía al Sr. Ignacio Torres Adalid, conocido productor de pulque en varias de sus haciendas en Hidalgo.  En la hacienda La Castañeda, además de producir pulque contaba con un área acondicionada como un lugar de paseo y recreación, donde se llevaban a cabo eventos musicales y de fiesta los fines de semana, teniendo un cobro de entrada de 25 centavos.  El lugar era apreciado no solo por estar a la salida de la Ciudad de México sino por su buen clima que favorecía a la salud.
Torres Adalid había mandado construir para sus trabajadores escuela y dispensario médico en la hacienda La Castañeda. Era amigo personal de Porfirio Díaz,  y este último asistió a la inauguración de clases del colegio en dicha hacienda. Esta amistad le permitía ser apreciado por la clase alta porfiriana que era asidua a los paseos dominicales en su hacienda.
Cuando Porfirio Díaz decide construir el mejor centro de atención para enfermos mentales como parte de los festejos del Centenario de la Independencia, solicita a su amigo Torres Adalid los terrenos que ocupaba la hacienda la Castañeda. No habría mejor lugar para sanarlos que un paraje tranquilo, agradable y saludable.
El complejo fue planeado para funcionar como un hospital que propiciara un ejercicio profesional de la psiquiatría. En esa concepción del hospital influyó de manera determinante el doctor Eduardo Liceaga, precursor de la psiquiatría moderna en México. Se pretendía concentrar a los pacientes psiquiátricos que se encontraban recluidos en casas de asistencia, internados en condiciones inadecuadas como en el Hospital de San Hipólito y del Divino Salvador.
La construcción del manicomio mexicano, diseñado por el ingeniero militar Salvador Echegaray, fue encargada al ingeniero Porfirio Díaz Ortega, quien contó con el apoyo de Luis León de la Barra para inspeccionar la obra. Su diseño se inspiró en el del hospital psquiátrico francés "Charenton", activo en esa época, en París.

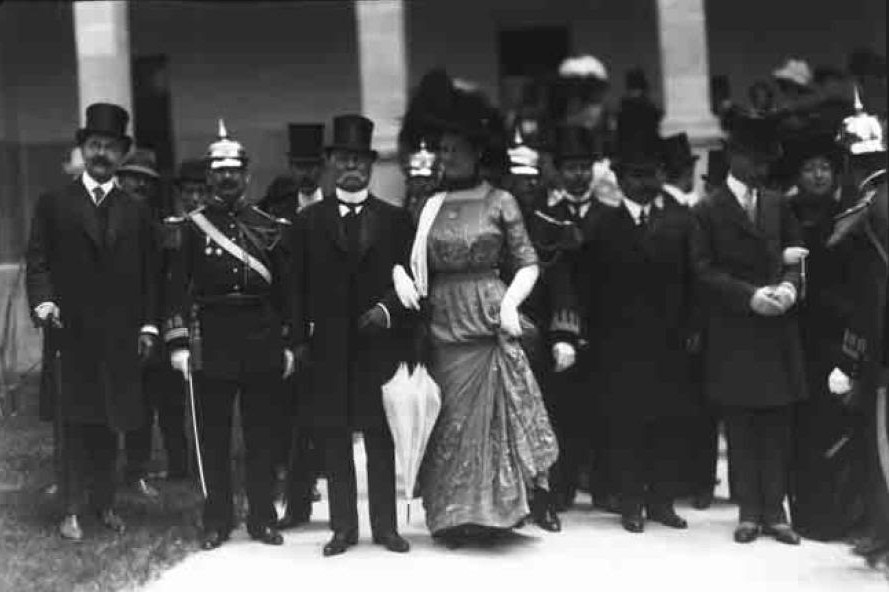
Porfirio Díaz junto con su esposa y varios miembros de la aristocracia, durante la inauguración del Manicomio General "La Castañeda", el primero de septiembre de 1910.

La obra se inauguró en el primero de septiembre de 1910 con un evento aristócrata al cual asistieron el propio presidente, su esposa y el entonces embajador de Estados Unidos. La edificación, de estilo francés y construido siguiendo la típica arquitectura porfiriana, entró en funcionamiento y a lo largo de su vida, fue objeto de alabanzas debido a su belleza.

## Periodo prerrevolucionario
El manicomio cumplía una doble función, no solo respondían a la demanda no satisfecha de atención mental, también era percibido como un símbolo de progreso. "La Castañeda", con capacidad para aprox. 1 200 internos, inició funciones albergando a una población de 779 pacientes,- 350 hombres remitidos del Hospital de San Hipólito y 429 mujeres remitidas del Hospital del Divino Salvador;- en su mayoría estos primeros internos sufrían de epilepsia, en esa época prácticamente cualquier cuadro epiléptico era considerado idiopático, no había un tratamiento satisfactorio para éstos y además se creía que los epilépticos eran proclives a la violencia y el crimen.
La definición de locura que las autoridades tenían reflejaba la noción de locura para la época:

... locura es una enfermedad que distorsiona el funcionamiento de la mente, quienes la padecen manifiestan incoherencia en el lenguaje y desequilibrio humoral expresado en los desórdenes físicos del cuerpo.

En esta primera etapa de la vida en funcionamiento de la institución realmente se buscaba atender las necesidades de los pacientes psiquiátricos, además de darles asilo ya que en su mayoría éstos eran despojados y abandonados por sus familias.

## Funcionamiento durante la Revolución mexicana

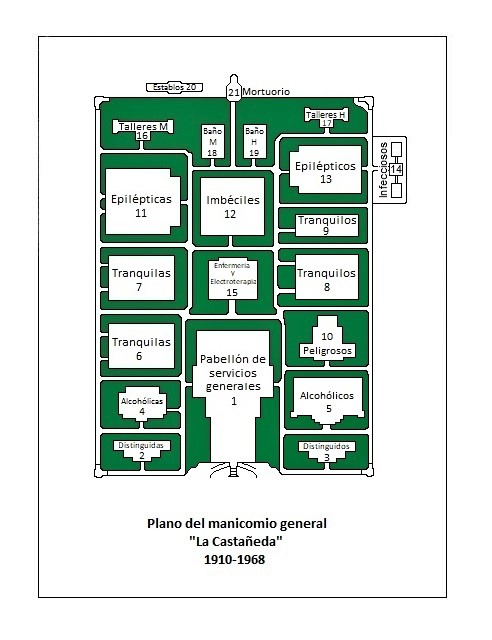
Plano del hospital

La primera década de vida de La Castañeda, de 1910 a 1920, concordó con el  movimiento revolucionario mexicano. Este nuevo contexto sociopolítico, cambia radicalmente la misión de la institución, pasa a ser una empresa que ponderadamente satisfacía una necesidad de asilo, durante esta época la mayoría de los pacientes fueron diagnosticados como alcohólicos o neuróticos, éstos tuvieron una estancia relativamente corta,- de en promedio 4 meses,- esto se explica en gran parte a la falta de recursos.
Pese a la carencia de recursos la institución mantuvo una calidad de servicio aceptable, así como un nutrido cuerpo de trabajo de 355 empleados, esto a razón de reducir la población atendida,- que en promedio fue de 550 internos durante esta década,- y su tiempo de estancia. Durante este periodo solo se tiene registro de una importante crisis de alimentos durante el año de 1915.
Para 1913, el manicomio constituido por un edificio central que correspondía al área administrativa y varios edificios periféricos que conformaban cada uno de los pabellones, se encontraba organizado, según las alineaciones del su propio reglamento interno, en:
- Pabellón de pacientes distinguidos: aquí se alojaban a miembros de familias ricas que no hubieran sido remitidos por parte de la policía y que no presentaran comportamiento agresivo, pese a que la institución ofrecía atención pública si recibía donaciones por parte de los familiares de estas personas.
- Pabellón de observación: aquí residían los pacientes de primera vez, por periodos breves hasta que se les diagnosticaba y se les asignaba un nuevo pabellón. Cabe destacar que los pacientes "distinguidos" no pasaban por este pabellón en su primera visita sino que eran remitidos a su pabellón particular. Tampoco los pacientes remitidos por la policía se alojaban aquí. El reglamento establecía que, para el momento de su ingreso, los pacientes debían de contar con un certificado médico, que constatara que, por ejemplo, el paciente no sufriera de una enfermedad infecciosa, pero muchas veces las instituciones de beneficencia no remitían a sus pacientes cumpliendo este requisito.[11]
- Pabellón de pacientes peligrosos: esta área estaba destinada a los pacientes agresivos y criminales remitidos de la policía.
- Pabellón de epilépticos.
- Pabellón de imbéciles: Pabellón designado a los pacientes con retraso mental evidente.
- Pabellón de pacientes infecciosos: aquí se recluía a los pacientes en los cuales se había confirmado la presencia de alguna enfermedad infecciosa como tuberculosis, sífilis, lepra o fiebre tifoidea. De manera arbitraria las sexoservidoras eran remitidas a esta área sin que necesariamente se hubiera comprobado que sufrieran alguna enfermedad infecciosa.

## Periodo de la posguerra
Después de 1920, el país se encontraba devastado por efecto de la guerra. Los recursos del manicomio se habían empobrecido aún más. A este contexto se sumó la sobre-demanda y saturación,- hubo un punto en que el hospital mantuvo a más de 3 mil pacientes internos, tres veces su capacidad,- este fenómeno de sobreexplotación se debió a los  estereotipos de la locura que imperaban en la sociedad de la época, los pacientes mentales eran víctimas de discriminación y abandono; así tenemos que eran los propios familiares quienes recluían a sus parientes aquejados. Muchos de ellos ni siquiera meritaban ser recluidos pero las familias los abandonaban a su suerte y la institución pública se veía forzada a darles asilo.
La Castañeda se volvió el espacio para castigar y corregir a aquellos cuyas conductas rompían los parámetros de la normalidad; esto afecto en la población que ingresó al centro.
Se asumía que el hombre improductivo era una amenaza para la nación, por esta razón contrataron profesores de gimnasia para que organizaran eventos para los internos y se invitaba a la prensa para demostrar los avances en la psiquiatría. Se organizaban equipos de béisbol, baloncesto y peleas de boxeo; en la parte trasera del manicomio se utilizó para el cultivo de hortalizas y para que los pacientes pudieran tener gallinas, cerdos y vacas. Se realizó un proyecto para trasladar a los pacientes recuperables a granjas en las afueras de la ciudad. La primera de ellas fue fundada en 1944 en Guanajuato.

## Cierre
Durante la primera mitad del siglo XX, La Castañeda frecuentemente fue mencionada como un lugar de injusticias y malos tratos a los internos. En 1968 se decidió cerrar el lugar y reubicar a los pacientes en diferentes hospitales psiquiátricos modernos de México. 
El manicomio de La Castañeda fue considerado un mal sueño en la psiquiatría mexicana, un episodio que no desea ser recordado. Fue sustituido por el Hospital Psiquiátrico Fray Bernardino. En el lugar que ocupaba el manicomio La Castañeda hoy se encuentra una sucursal de Walmart, un centro deportivo, unidades habitacionales, escuelas de nivel básico y la Escuela Nacional Preparatoria no. 8.
En el año de 1965 se comenzó la construcción de la Unidad Plateros en lo que antes fue el hospital Psiquiátrico La Castañeda, este conjunto de edificios fue diseñado por el arquitecto mexicano  Mario Pani Darqui, quien también trabajo en proyectos como la Torre de Rectoría de la Ciudad Universitaria de la UNAM o el Club de Golf México, (México, D. F.) entre muchos otros. Hoy en día sigue siendo un conjunto de departamentos y al lugar se le conoce como Unidad Habitacional de Plateros.
En 1973 se comenzaron a habitar los departamentos de la unidad habitacional Lomas de Plateros contando con todos los medios necesarios para vivir en un lugar tranquilo, como son escuelas a nivel primaria, la preparatoria Miguel E. Schulz, centros comerciales entre otros.
En 1968, pocas semanas antes de la inauguración de los Juegos Olímpicos, el entonces presidente Gustavo Díaz Ordaz consumó la “Operación Castañeda”, nombre dado a la decisión gubernamental de demoler el Manicomio General que durante 58 años funcionó en Mixcoac, en la Ciudad de México, reubicar a sus 3500 internos en seis nuevos hospitales.
Por décadas, el paradero de las personas que habitaron La Castañeda (como popularmente se le conocía al enorme asilo de “imbéciles”, “agitados”, “perturbados” y “toxicómanos”, según la clasificación de pacientes en aquellos años), así como sus expedientes y testimonios permanecieron en el olvido.

### Los sobrevivientes del manicomio
A partir de 2001, tres décadas después de la demolición de La Castañeda, Alberto Carvajal, profesor e investigador de la Universidad Autónoma Metropolitana, plantel Xochimilco, comenzó a buscar a los sobrevivientes del manicomio. Logró entrevistar a más de 50. Los encontró confinados en diversos hospitales de la Ciudad de México y sus alrededores. Tanto en el “Samuel Ramírez Moreno”, dependiente de la Secretaría de Salud federal, como en el “José Sáyago” y el “Adolfo M. Nieto”, ubicados en el Estado de México. En su investigación, Carvajal halló de todo. Desde casos absurdos, como el de Enrique, cuyo error fue desesperar a los vecinos de Tepito con su persistente vicio de cantar, hasta el de Petra, una mujer oaxaqueña que ingresó a La Castañeda a los 16 años de edad, después de haber sido expulsada de su pueblo, en la región de Tehuantepec.
De los planos de La Castañeda y del estudio fotográfico que había dentro del manicomio (el cual fue montado en su momento por Guillermo Kahlo), sólo se sabe que fueron subastados en Nueva York.
Al tratar de explicar los motivos de la debacle del proyecto de salud más ambicioso de inicios del siglo XX, el documentalista señala que “el manicomio dejó de ser prioridad para el gobierno”; mientras que para Porfirio Díaz era el emblema de modernidad, para Díaz Ordaz terminó convirtiéndose en el signo de la ineficiencia gubernamental.

## Rescate de la fachada
El edificio fue desmantelado completamente.
En 1969 la fachada del manicomio fue rescatada por Arturo Quintana Arrioja (1920-1986), fundador de la empresa AQ Industrial, quien la compró y la trasladó piedra por piedra a un terreno de su propiedad en Amecameca, Edo. de México.
Alberto Carvajal cuenta que cuando las máquinas entraron a derribar los 21 edificios que componían el manicomio, Quintana se acercó al responsable de la demolición para preguntar si le podían vender la balaustrada de la entrada. Ante la respuesta afirmativa del intendente, Quintana contrató al arquitecto Emmanuel Lugo para trasladar las rocas. Lugo relató a Carvajal que él mismo se encargó de numerar las piedras, una a una, para que el traspaso de la obra fuera idéntico.
Tras la muerte de Quintana, su viuda donó el edificio a los Legionarios de Cristo.
Después pasó a ser propiedad del Centro Vita S.C., del que forma parte el Centro de Investigación y Desarrollo Empresarial (CIDEM), administrado por religiosos de la congregación Legionarios de Cristo.

## En la cultura popular
La trama de la telenovela El hotel de los secretos tiene como locación principal al antiguo hospital psiquiátrico "La Castañeda", en el municipio de Amecameca de Juárez, Estado de México, convertido en el emblemático "Gran Hotel".
La trama de la película Mientras el lobo no está tiene lugar en este edificio, siendo la fachada usada la de "La Castañeda".
La banda de rock La Castañeda debe su peculiar nombre al antiguo manicomio.[cita requerida]